# フレッシュプリキュア! サウンドアルバム
『フレッシュプリキュア! サウンドアルバム』は、東堂いづみ原作によるアニメシリーズ第6作『フレッシュプリキュア!』のボーカルアルバム・オリジナル・サウンドトラックシリーズ。

## ボーカルアルバム

### 太陽の子供たちへ
主題歌やキャラクターのイメージソングを全11曲収録した。主題歌を歌う林桃子、茂家瑞季と工藤真由が参加している。前期のオープニングテーマ・エンディングテーマもフルサイズで収録。初回封入特典はオリジナルステッカー。
1. Let's!フレッシュプリキュア!（3:43）
作詞：六ツ見純代、作曲：高取ヒデアキ、編曲：亀山耕一郎、歌：茂家瑞季
ABC系テレビアニメ『フレッシュプリキュア!』前期オープニングテーマ。
2. ハッピーカムカム（4:15）
作詞：只野菜摘、作曲・編曲：Funta7
エレキギター：藤沢健至
歌：沖佳苗（as キュアピーチ）、コーラス：仁科薫理
桃園ラブ/キュアピーチのイメージソング。
3. 星よりも、花よりも（4:01）
作詞：青木久美子、作曲：Funta7、編曲：田口智則
ベース：田口智則、エレキギター：田口智則
歌：喜多村英梨（as キュアベリー）、コーラス：仁科薫理
蒼野美希/キュアベリーのイメージソング。
4. heart dictionary（4:12）
作詞：只野菜摘、作曲・編曲：Funta7
エレキギター：藤沢健至
歌：中川亜紀子（as キュアパイン）、コーラス：仁科薫理
山吹祈里/キュアパインのイメージソング。
5. 笑顔の花。ココロの宙。（4:26）
作詞：青木久美子、作曲：Rie、編曲：Funta7
エレキギター：藤沢健至
歌：小松由佳（as キュアパッション）、コーラス：仁科薫理
東せつな/キュアパッションのイメージソング。
6. フレッシュプリキュア・サンチャイルド（3:54）
作詞：只野菜摘、作曲・編曲：草野よしひろ
エレキギター・アコースティックギター：草野よしひろ
歌：キュアフレッシュ！[メンバー 1]、コーラス：仁科薫理
7. プリキュアMelody☆（3:19）
作詞：六ツ見純代、作曲：高取ヒデアキ、編曲：籠島裕昌、歌：茂家瑞季
8. Special Thanks（4:22）
作詞：六ツ見純代、作曲：marhy、編曲：水谷広実、歌：林桃子
9. (^^)ハナマルスマイル(^^)（3:59）
作詞：六ツ見純代、作曲：草野よしひろ、編曲：三浦誠司、歌：M*cube（茂家瑞季・工藤真由・林桃子）
10. Changing my Wind（4:32）
作詞：青木久美子、作曲：matopy、編曲：Funta7、歌：工藤真由
11. You make me happy!（3:43）
作詞：六ツ見純代、作曲：marhy、編曲：亀山耕一郎、歌：林桃子
ABC系テレビアニメ『フレッシュプリキュア!』前期エンディングテーマ。

### 笑顔のおくりもの
主題歌やキャラクターのイメージソングを全11曲をはじめ、シリーズ初となる英語詞曲、後期のオープニングテーマ・エンディングテーマをフルサイズで収録。初回封入特典はオリジナルステッカー。
1. Let's!フレッシュプリキュア! 〜Hybrid ver.〜（3:42）
作詞：六ツ見純代、作曲：高取ヒデアキ、編曲：亀山耕一郎、歌：茂家瑞季
ABC系テレビアニメ『フレッシュプリキュア!』後期オープニングテーマ。
2. いつもココロにほほえみを（4:20）
作詞：六ツ見純代、作曲：伊藤心太郎、編曲：藤澤健至、歌：M*cube（茂家瑞季・工藤真由・林桃子）
3. lalala Shangri-la（桃♡源郷）（4:26）
作詞：只野菜摘、作曲：Funta3、編曲：Funta7、歌：沖佳苗（as キュアピーチ）
桃園ラブ/キュアピーチのイメージソング。
4. FRIENDS〜3Q4love〜（4:04）
作詞：青木久美子、作曲：Funta3、編曲：水谷広実、歌：喜多村英梨（as キュアベリー）
蒼乃美希/キュアベリーのイメージソング。
5. YOU MAKE ME HAPPY!（英語ver. 〜世界中の子供たちへ〜）（3:48）
作詞：六ツ見純代、英訳：HIDEX、作曲：marhy、編曲：亀山耕一郎・水谷広美、歌：Yoonji
6. Dreaming Flowers（4:25）
作詞：六ツ見純代、作曲：marhy、編曲：水谷広美、歌：キュアフレッシュ！[メンバー 1]＆飯塚雅弓（as ミユキ）
7. プリキュア☆ハッピー☆クリスマス（3:08）
作詞：六ツ見純代、作曲：James Pierpont、編曲：梅堀淳、歌：沖佳苗（as キュアピーチ） with ヤング・フレッシュ
『ジングルベル』の替え歌。
8. no believe,no life（3:53）
作詞：只野菜摘、作曲：Funta3、編曲：Funta7、歌：中川亜紀子（as キュアパイン）
山吹祈里/キュアパインのイメージソング。
9. ミライノキミヘ（4:36）
作詞：青木久美子、作曲：Funta3、編曲：梅堀淳、歌：小松由佳（as キュアパッション）
東せつな/キュアパッションのイメージソング。
10. H@ppy Together!!!（4:01）
作詞：六ツ見純代、作曲：marhy、編曲：村田昭・marhy、歌：林桃子
ABC系テレビアニメ『フレッシュプリキュア!』後期エンディングテーマ。
11. ハピネス☆Wonder land 〜笑顔のおくりもの〜（4:38）
作詞：六ツ見純代、作曲：高取ヒデアキ、編曲：籠島裕昌、歌：キュアフレッシュ！[メンバー 1]＆M*cube

### ボーカルベスト
2010年1月27日発売。前作、前々作の収録曲から厳選して収録。また、ボーナストラックも収録。
1. Let's!フレッシュプリキュア! （3:43）
作詞：六ツ見純代、作曲：高取ヒデアキ、編曲：亀山耕一郎、歌：茂家瑞季
2. (^^)ハナマルスマイル(^^) （3:59）
作詞：六ツ見純代、作曲：草野よしひろ、編曲：三浦誠司、歌：M*cube（茂家瑞季・工藤真由・林桃子）
3. Dreaming Flowers （4:25）
作詞：六ツ見純代、作曲：marhy、編曲：水谷広美、歌：キュアフレッシュ!（プリキュア4人）&飯塚雅弓（as ミユキ）
4. ハッピーカムカム （4:15）
作詞：只野菜摘、作曲：Funta7、編曲：Funta7、歌：沖佳苗（as キュアピーチ）
5. Changing my Wind （4:32）
作詞：青木久美子、作曲：matopy、編曲：Funta7、歌：工藤真由
6. フレッシュプリキュア・サンチャイルド （3:54）
作詞：只野菜摘、作曲：草野よしひろ、編曲：草野よしひろ、歌：キュアフレッシュ!（プリキュア4人）
7. FRIENDS〜3Q4love〜 （4:04）
作詞：青木久美子、作曲：Funta3、編曲：水谷広美、歌：喜多村英梨（as キュアベリー）
8. Special Thanks （4:22）
作詞：六ツ見純代、作曲：marhy、編曲：水谷広実、歌：林桃子
9. YOU MAKE ME HAPPY!(英語ver. 〜世界中の子供たちへ〜) （3:48）
作詞：六ツ見純代、英訳：HIDEX、作曲：marhy、編曲：亀山耕一郎・水谷広美、歌：Yoonji
10. heart dictionary （4:12）
作詞：只野菜摘、作曲：Funta7、編曲：Funta7、歌：中川亜紀子（as キュアパイン）
11. プリキュアMelody☆ （3:19）
作詞：六ツ見純代、作曲：高取ヒデアキ、編曲：籠島裕昌、歌：茂家瑞季
12. いつもココロにほほえみを（4:20）
作詞：六ツ見純代、作曲：伊藤心太郎、編曲：藤澤健至、歌：M*cube（茂家瑞季・工藤真由・林桃子）
13. ミライノキミヘ（4:36）
作詞：青木久美子、作曲：Funta3、編曲：梅堀淳、歌：小松由佳（as キュアパッション）
14. H@ppy Together!!!(英語ver. 〜みんなのしあわせ〜)（4:03）
作詞：六ツ見純代、英訳：Ananda Jacobs、作曲：marhy、編曲：村田昭・marhy・Tomoo、歌：Ananda Jacobs
今作のために収録されたボーナス・トラック。
15. ハピネス☆Wonder land 〜笑顔のおくりもの〜 （4:38）
作詞：六ツ見純代、作曲：高取ヒデアキ、編曲：籠島裕昌、歌：キュアフレッシュ! & M*cube
16. Let's!フレッシュプリキュア! 〜Hybrid ver.〜 for the Movie （3:42）
作詞：六ツ見純代、作曲：高取ヒデアキ、編曲：亀山耕一郎、歌：茂家瑞季 with キュアフレッシュ!

### メモリアルボーカルセレクション
2011年7月20日発売。マーベラスエンターテイメントの販売委託先が変更されたのに伴って新たに製作、発売されたもので、収録曲・曲順を「ボーカルベスト」から一部変更している。
1. Let's!フレッシュプリキュア! （3:43）
作詞：六ツ見純代、作曲：高取ヒデアキ、編曲：亀山耕一郎、歌：茂家瑞季
2. ハッピーカムカム （4:15）
作詞：只野菜摘、作曲：Funta7、編曲：Funta7、歌：沖佳苗（as キュアピーチ）
3. 星よりも、花よりも（4:01）
作詞：青木久美子、作曲：Funta7、編曲：田口智則、歌：喜多村英梨（as キュアベリー）
4. heart dictionary（4:12）
作詞：只野菜摘、作曲：Funta7、編曲：Funta7、歌：中川亜紀子（as キュアパイン）
5. (^^)ハナマルスマイル(^^) （3:59）
作詞：六ツ見純代、作曲：草野よしひろ、編曲：三浦誠司、歌：M*cube（茂家瑞季・工藤真由・林桃子）
6. フレッシュプリキュア・サンチャイルド （3:54）
作詞：只野菜摘、作曲：草野よしひろ、編曲：草野よしひろ、歌：キュアフレッシュ!（プリキュア4人）
7. You make me happy!（3:43）
作詞：六ツ見純代、作曲：marhy、編曲：亀山耕一郎、歌：林桃子
8. Dreaming Flowers （4:25）
作詞：六ツ見純代、作曲：marhy、編曲：水谷広美、歌：キュアフレッシュ!（プリキュア4人）&飯塚雅弓（as ミユキ）
9. lalala Shangri-la（桃♡源郷）（4:26）
作詞：只野菜摘、作曲：Funta3、編曲：Funta7、歌：沖佳苗（as キュアピーチ）
10. FRIENDS〜3Q4love〜 （4:04）
作詞：青木久美子、作曲：Funta3、編曲：水谷広美、歌：喜多村英梨（as キュアベリー）
11. no believe，no life（3:53）
作詞：只野菜摘、作曲：Funta3、編曲：Funta7、歌：中川亜紀子（as キュアパイン）
12. ミライノキミヘ（4:36）
作詞：青木久美子、作曲：Funta3、編曲：梅堀淳、歌：小松由佳（as キュアパッション）
13. いつもココロにほほえみを（4:20）
作詞：六ツ見純代、作曲：伊藤心太郎、編曲：藤澤健至、歌：M*cube（茂家瑞季・工藤真由・林桃子）
14. H@ppy Together!!!（4:01）
作詞：六ツ見純代、作曲：marhy、編曲：村田昭・marhy、歌：林桃子
15. ハピネス☆Wonder land 〜笑顔のおくりもの〜 （4:38）
作詞：六ツ見純代、作曲：高取ヒデアキ、編曲：籠島裕昌、歌：キュアフレッシュ! & M*cube
16. Let's!フレッシュプリキュア! 〜Hybrid ver.〜（3:42）
作詞：六ツ見純代、作曲：高取ヒデアキ、編曲：亀山耕一郎、歌：茂家瑞季

## オリジナル・サウンドトラック

### 1 プリキュア・サウンド・サンシャイン!!
テレビシリーズのオリジナル・サウンドトラック。収録されている41曲のうち、主題歌を除く全39曲は梅澤淳稔、高梨康治が制作を担当。また、前期主題歌の『Let's! フレッシュプリキュア!』と『You make me happy!』両曲のテレビサイズ・バージョンを収録。初回封入特典はオリジナルステッカー 。
1. スウィーツ王国の伝説 （1:59）
2. Let's! フレッシュプリキュア!(TVサイズ) （1:28）
3. ときめきステップ （1:25）
4. サブタイトル(Btype) （0:09）
5. シフォンのテーマ （1:34）
6. タルトとシフォン （1:45）
7. のどかな昼下がり （2:08）
8. 占いの館 （1:33）
9. ラビリンスの影 （1:31）
10. スイッチオーバー! （1:34）
11. ナケワメーケ出現 （1:57）
12. プリキュア・ビートアップ! （2:01）
13. プリキュア颯爽登場! （1:59）
14. Lovely Fighter （1:52）
15. つながる絆 （2:05）
16. センチメンタル （2:19）
17. すがすがしい朝 （2:03）
18. あたし完璧! （1:43）
19. アイキャッチ(Ctype) （0:07）
20. アイキャッチ(Btype) （0:08）
21. クローバータウン・ストリート （1:14）
22. わくわく好奇心 （2:05）
23. シフォンのいたずら （1:29）
24. タルト奮闘す （1:12）
25. 乙女心 （1:55）
26. 切ない想い （2:06）
27. 私、信じてる （2:07）
28. 夢をあきらめない （2:03）
29. ラビリンスのテーマ （1:35）
30. 総統メビウス （1:51）
31. 迷宮からの使者 （1:08）
32. 事件発生 （2:02）
33. 苦戦 （2:23）
34. シフォン目覚める （1:56）
35. 新たなパワー、キュアスティック! （1:50）
36. 誰かのために戦う力 （1:39）
37. 友情のテーマ （1:49）
38. 幸せゲットだよ! （2:40）
39. 明日もHappy! （1:48）
40. You make me happy!(TVサイズ) （1:34）
41. 予告編 （0:32）

### 映画OST
映画『フレッシュプリキュア! おもちゃの国は秘密がいっぱい!?』のオリジナル・サウンドトラック。主題歌の『Let's! フレッシュプリキュア! 〜Hybrid ver.〜for the Movie』と『H@ppy Together!!! for the Movie』両曲の映画サイズ・バージョンを収録。初回封入特典はオリジナルステッカー。
1. 明るい公園で （2:06）
2. Let's! フレッシュプリキュア! 〜Hybrid ver.〜for the Movie(映画サイズ) （1:28）
3. わくわくパジャマパーティ （1:44）
4. ウサピョンと次元のトンネル （2:52）
5. おもちゃの国 （1:01）
6. ルーレット伯爵のゲーム （1:34）
7. まわるルーレット （1:06）
8. 4つの試練 （1:26）
9. プリキュア・ビートアップ! 〜Hybrid ver.〜 （3:30）
10. それぞれの戦い （1:36）
11. Battle on Game Ground （4:14）
12. 試練を乗り越えて （0:47）
13. トイマジンの野望 （1:05）
14. トイマジン怒る （1:38）
15. プリキュア vs トイマジン （1:56）
16. 悪いの悪いの飛んでいけ! （1:52）
17. 歌え! 幸せのラプソディ （1:34）
18. ピーチの苦悩 （1:28）
19. ウサピョンを助けたい （1:43）
20. プリキュア・グランドフィナーレ! （1:43）
21. トイマジン大逆襲 （3:02）
22. ピーチの決意 （1:37）
23. ごめんねウサピョン （2:04）
24. みんなのハートを! （1:25）
25. はばたけ! 希望の天使キュアエンジェル （2:35）
26. おもちゃの幸せ （2:04）
27. H@ppy Together!!! for the Movie(映画サイズ) （1:31）

### 2 プリキュア・サウンド・ハリケーン!!
テレビシリーズのオリジナル・サウンドトラック。後期主題歌の『Let's! フレッシュプリキュア! 〜Hybrid ver.〜』と『H@ppy Together!!!』両曲のテレビサイズ・バージョンを収録。初回封入特典はオリジナルステッカー。
1. せつなのテーマ （1:34）
2. Let's! フレッシュプリキュア! 〜Hybrid ver.〜(TVサイズ) （1:27）
3. 夕暮れの公園で （1:48）
4. 暗い不安 （1:13）
5. 迫り来る敵 （1:15）
6. 禁じられたカード （1:19）
7. 強敵出現 （1:51）
8. この命尽きるとも （1:49）
9. 悲劇の予感 （1:22）
10. 絶望の闇 （1:39）
11. 想い出 （1:16）
12. 心つなぐ悲しみ （2:16）
13. 決意のテーマ （1:43）
14. 燃え上がる闘志 （1:36）
15. プリキュア・ハピネス・ハリケーン! （1:34）
16. 友情のテーマ(Pf&Strings version) （2:37）
17. 静かな夜 （2:27）
18. 希望あふれる日々 （1:17）
19. 神秘の光 （1:20）
20. タルトの里帰り （1:29）
21. ようこそ長老 （1:15）
22. クローバーオルゴール （0:31）
23. シフォンの子守唄 （2:03）
24. 時の止まった街 （1:05）
25. 破滅の足音 （1:22）
26. ノーザのテーマ （1:50）
27. シフォンを渡さない! （1:18）
28. 対峙 （1:26）
29. 破壊の王メビウス （2:12）
30. 折れそうな心 （2:10）
31. インフィニティ現る （1:52）
32. 窮地に立つプリキュア （1:14）
33. 悲壮な挑戦 （1:27）
34. 勝利への戦い （1:34）
35. ラッキークローバー・グランドフィナーレ! （1:42）
36. 四つのハートよ、永遠に （1:42）
37. 春風の少女たち （1:57）
38. H@ppy Together!!!(TVサイズ) （1:31）

### ユニットメンバー
1. 1 2 3  沖佳苗、喜多村英梨、中川亜紀子、小松由佳